# 1. slovenská národní hokejová liga 1970/1971
1. slovenská národní hokejová liga 1970/1971 byla 2. ročníkem jedné ze skupin československé druhé nejvyšší hokejové soutěže.

## Systém soutěže
Všech 12 týmů se v základní části utkalo dvoukolově každý s každým (celkem 22 kol). Nejlepších 6 týmů následně postoupilo do skupiny o 1. až 6. místo, kde se utkal každý s každým dvoukolově (10 kol) s tím, že se započítávaly všechny výsledky ze základní části (dohromady 32 kol). Tým na prvním místě postoupil do kvalifikace o nejvyšší soutěž.
Týmy na 7. až 12. místě po základní části se utkaly každý s každým dvoukolově (10 kol) s tím, že se započítávaly všechny výsledky ze základní části (dohromady 32 kol). Poslední dva týmy sestoupily do divize.

## Základní část
| Poř. | Tým                            | Zápasy | Výhry | Remízy | Prohry | Skóre  | Body |
| ---- | ------------------------------ | ------ | ----- | ------ | ------ | ------ | ---- |
| 1.   | HK Dukla Trenčín               | 22     | 20    | 1      | 1      | 98:34  | 41   |
| 2.   | ŠK Liptovský Mikuláš           | 22     | 17    | 2      | 3      | 104:55 | 36   |
| 3.   | LVS Poprad                     | 22     | 10    | 3      | 9      | 90:62  | 23   |
| 4.   | Spartak BEZ Bratislava         | 22     | 9     | 5      | 6      | 70:83  | 23   |
| 5.   | Slovan ChZJD Bratislava B      | 22     | 10    | 2      | 10     | 78:71  | 22   |
| 6.   | LB Zvolen                      | 22     | 10    | 2      | 10     | 61:96  | 22   |
| 7.   | Dukla Trnava                   | 22     | 9     | 2      | 11     | 65:72  | 20   |
| 8.   | VTJ Dukla Prešov               | 22     | 9     | 1      | 12     | 68:82  | 19   |
| 9.   | SMZ Spartak Dubnica nad Váhom  | 22     | 8     | 2      | 12     | 71:79  | 18   |
| 10.  | Iskra Smrečina Banská Bystrica | 22     | 8     | 2      | 11     | 64:81  | 18   |
| 11.  | ZVL Žilina                     | 22     | 7     | 2      | 13     | 75:90  | 16   |
| 12.  | Strojárne Martin               | 22     | 1     | 2      | 18     | 52:124 | 4    |

## Nadstavba

### Skupina o 1. až 6. místo
| Poř. | Tým                       | Zápasy | Výhry | Remízy | Prohry | Skóre   | Body |
| ---- | ------------------------- | ------ | ----- | ------ | ------ | ------- | ---- |
| 1.   | HK Dukla Trenčín          | 32     | 26    | 2      | 4      | 149:66  | 54   |
| 2.   | ŠK Liptovský Mikuláš      | 32     | 20    | 6      | 6      | 151:98  | 46   |
| 3.   | LVS Poprad                | 32     | 15    | 5      | 12     | 133:89  | 35   |
| 4.   | Spartak BEZ Bratislava    | 32     | 13    | 6      | 13     | 114:115 | 32   |
| 5.   | Slovan ChZJD Bratislava B | 32     | 13    | 4      | 15     | 117:135 | 30   |
| 6.   | LB Zvolen                 | 32     | 14    | 2      | 16     | 97:140  | 30   |

- Tým HK Dukla Trenčín postoupil do kvalifikace o nejvyšší soutěž, ve které však neuspěl.

### Skupina o 7. až 12. místo
| Poř. | Tým                            | Zápasy | Výhry | Remízy | Prohry | Skóre   | Body |
| ---- | ------------------------------ | ------ | ----- | ------ | ------ | ------- | ---- |
| 7.   | SMZ Spartak Dubnica nad Váhom  | 32     | 15    | 3      | 14     | 113:110 | 33   |
| 8.   | Dukla Trnava                   | 32     | 14    | 2      | 16     | 122:109 | 30   |
| 9.   | Iskra Smrečina Banská Bystrica | 32     | 14    | 2      | 16     | 104:118 | 30   |
| 10.  | ZVL Žilina                     | 32     | 13    | 3      | 16     | 120:119 | 29   |
| 11.  | VTJ Dukla Prešov               | 32     | 13    | 2      | 17     | 92:120  | 28   |
| 12.  | Strojárne Martin               | 32     | 2     | 3      | 27     | 80:173  | 7    |

- Týmy VTJ Dukla Prešov a Strojárne Martin sestoupily do divize. Nováčky od dalšího ročníku se staly nejlepší týmy hokejových divizí VSŽ Košice B a Slávia UK Bratislava.

## Kádr Dukly Trenčín
- Brankáři: Benko, J. Raděvič, Novotný
- Hráči v poli: Jaromír Hanačík, Král, Peter Mišovič, K. Raděvič, Svoboda, Šmejkal, Biely, Karel Čapek, Grúň, Josef Bernhauer, Milan Černý, Miroslav Černý, Filip, František Hejčík, Radoslav Kuřidým, Ladislav Machyňa, Skokan, Dušan Žiška, Martin Šašek, Podsedník
- Trenéři: Ervín Macoszek, Z. Chaloupka